# Вавилонская религия

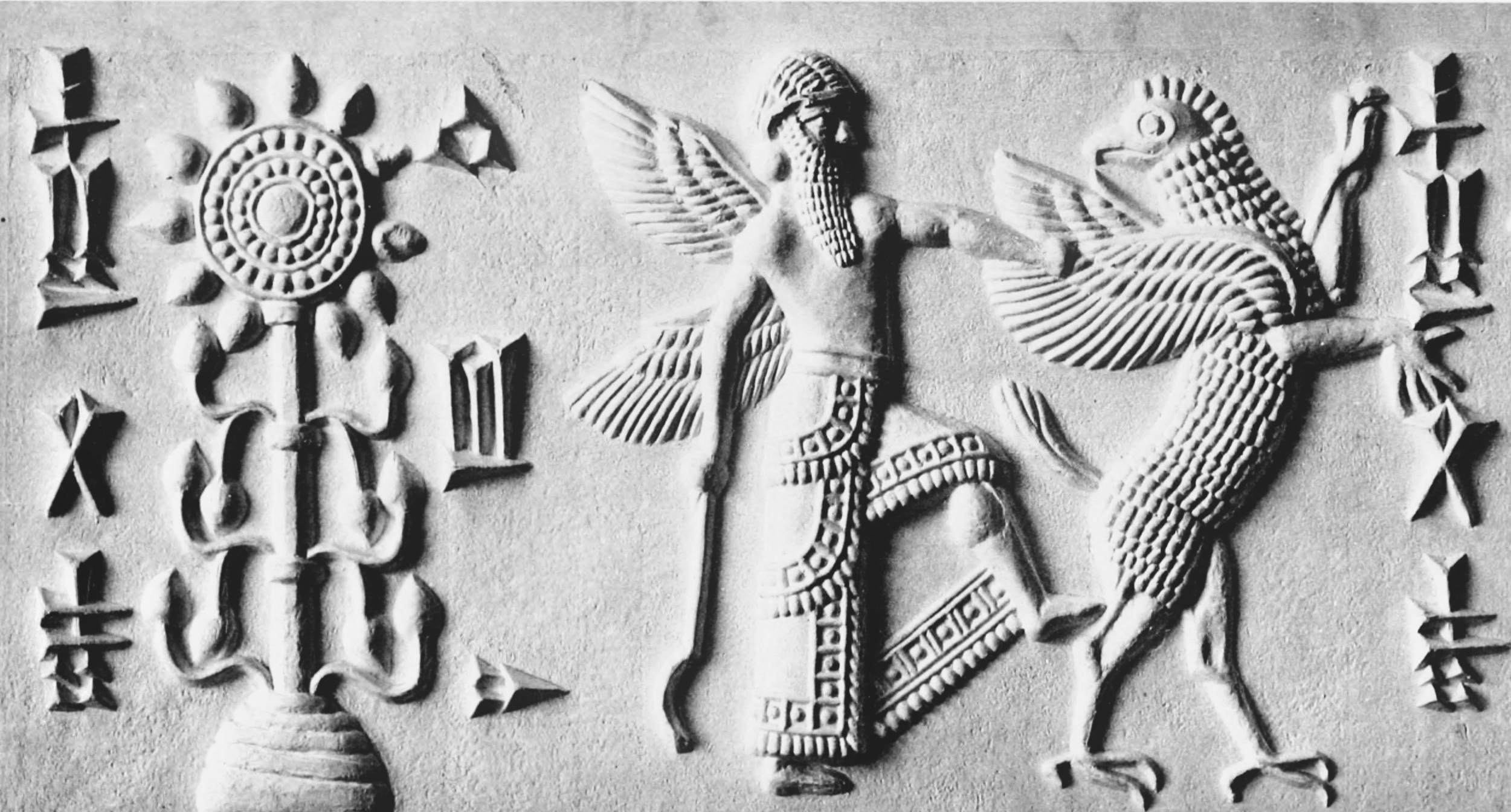
Мардук сражается с Тиамат

Вавилонская религия — астрально-политеистический культ Месопотамии, возникший во II—I тыс. до н. э. на основе шумеро-аккадской мифологии и достигший своего расцвета в период гегемонии халдеев.

## Древние источники
- Библия, прежде всего Ветхий Завет. Упоминания о «золотом истукане» высотой 60 локтей (30 метров), построенном царем Навуходоносором (Дан. 3:1). Использование в культовой практике музыкальных инструментов (Дан. 3:5). Когда ассирийцы переселили вавилонян в Самарию, те сделали себе для поклонения Суккот-Беноф (4Цар. 17:30), под которым толкователи понимают святилище Царпанит[1]. Также упомянуты почитаемые в вавилонском регионе боги Нергал, Адрамелех (Адад) и Анамелех (Ану-малик?) (4Цар. 17:31).
- Берос. «Вавилонская история». Упоминание о рыбочеловеке Оанне, о сражении Бэла и Тиамат, о всемирном потопе и чудесном спасении Ксисутра[2].
- Геродот. «История». Упоминание о храме Зевса Бела (1:181), о «золотой статуе», практике жертвоприношений и курения ладана (1:181). Также Геродот упоминает об обычае храмовой проституции при святилище Афродиты-Милитты (1:199).

## Пантеон

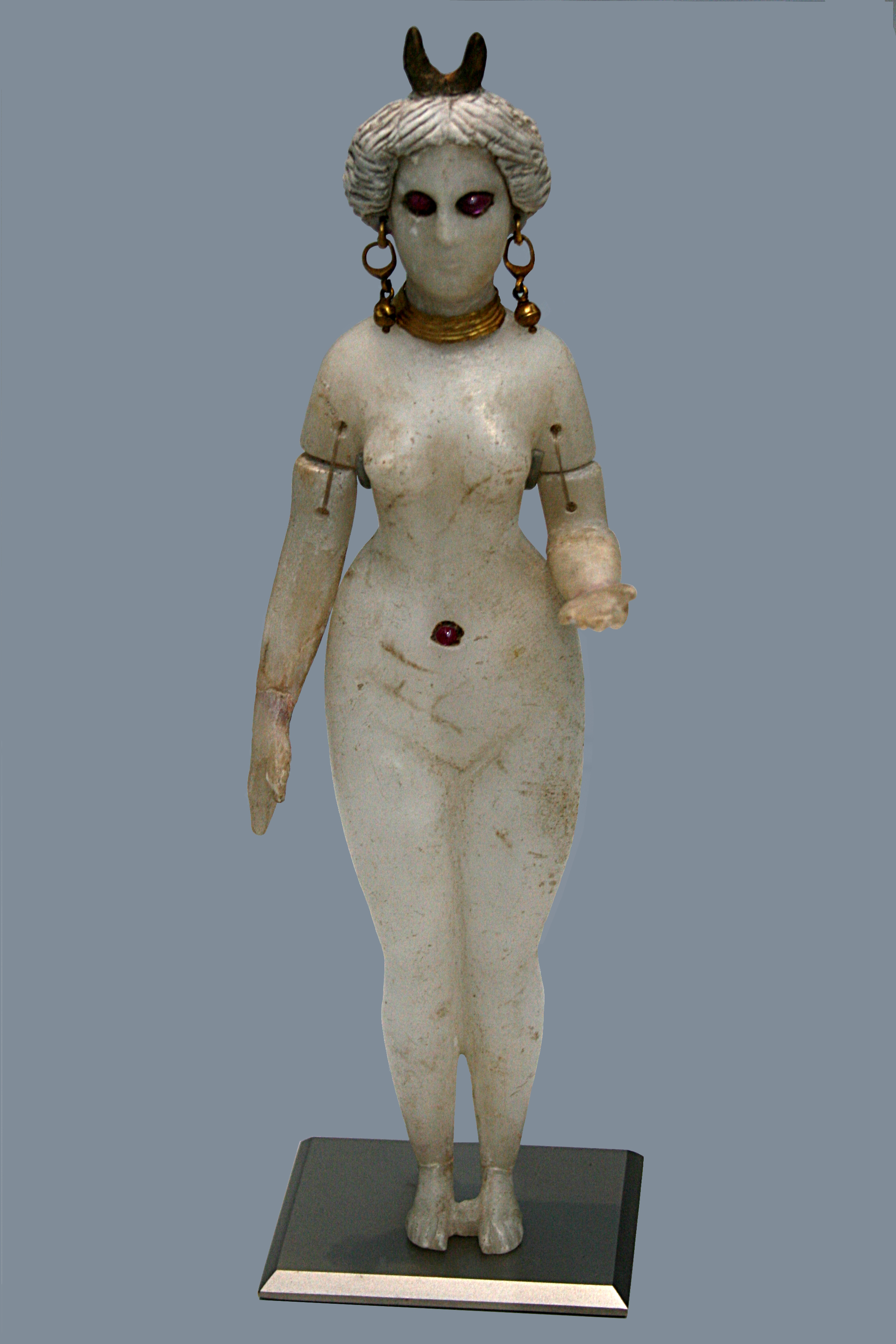
Статуэтка богини Иштар

Верховным небесным богом Вавилона был Мардук (в римское время отождествлен с Юпитером), которому некогда противостояло чудовище Тиамат. Другими именами верховного божества были Илу (ср. Элохим и Аллах) и Бэл. Само название города Вавилон можно перевести как «ворота бога Илу». Иногда считается, что Бэл был более древним богом (Энлиль), который был отождествлен с Мардуком в эпоху Хамураппи. Отцом Мардука считался бог Эа, а женой — богиня Сарпанит.
Помимо Мардука и Сарпанит вавилоняне чтили Иштар, Нергала и Набу (он стал восприниматься как сын Мардука). Эти боги отождествлялись с такими планетами как Венера, Марс и Меркурий. Солнцу и Луне соответствовали боги Шамаш и Син, однако солярный культ был для Вавилона нехарактерен. С планетой Сатурн связывался бог Нинурта. Супругом Иштар считался воскресающий бог Таммуз.
Поскольку вавилонская религия имела разнородное происхождение, то почитания одних богов наслаивались на почитания других. Так богиня Сарпанит отождествлялась с Иштар, а Мардук не только с Илу и Бэлом, но и Таммузом, Нинуртой (бог Лагаша), Энлилем (бог Ниппура) и Нергалом (бог Кута).
Нередко богам приписывались черты животных. Символом Иштар был голубь.
Вестниками богов выступают крылатые существа более низкого порядка: Kirub (ср. Херувим, шеду), Сирруш.

## Демонология
Из враждебных богам и людям духов известно олицетворение хаоса Тиамат, богиня болезней Ламашту и демон бури Пазузу

## Загробный мир
Вавилоняне не знали ни рая, ни ада. Преисподняя представлялась им в виде царства теней, мрака и тлена, где пищей умершим служили прах и глина. По представлениям вавилонян, человек продолжал жить не в загробном мире, а в своем потомстве.

## Культовая практика
На основе астральных культов развилась астрология, а вавилонские (халдейские) жрецы были известны как звездочеты.
Боги изображались в виде антропоморфных статуй-идолов и помещались в специальные храмы-зиккураты — семиэтажные ступенчатые башни на четырехугольном основании. Жрецы делились на разряды (бару — прорицатели, заммару — певцы, пашиту — помазанные, ашипу — заклинатели); обыкновенное слово для жреца — шангу или ниссакку. Во время богослужений практиковались как жертвоприношения и каждения, так и песнопения с использованием арф, флейт и кимвалов. Царь также имел жреческие функции.
Геродот описывает в Вавилоне практику храмовой проституции (иеродулия), связанной с богиней Иштар.
Важным праздником вавилонской религии был Новый год Акиту с элементами карнавала, который отмечался весной (Нисан) и посвящался Мардуку.

## Влияние
После захвата Вавилона персами вавилонская религия утрачивает свое значение. Отдельные ее элементы сохраняются в Библии: имя Элохим, сотворение из глины первого человека Адапа богом Эа, миф о потопе и спасении человека Утнапишти в ковчеге, херувимы.
Существует концепция панвавилонизма (Винклер), согласно которой авраамические мировые религии имеют вавилонское происхождение.